# Bardawil
Bardawil (arabsky بحيرة البردويل‎ [Buhayrat al Bardawil] nebo arabsky سبخة البردويل‎ [Sabkhat al Bardawil]) je rozsáhlé, velmi slané jezero v Egyptě, které se nachází na severním pobřeží Sinajského poloostrova. Má charakter mělké laguny, jež dosahuje hloubky 3 m. Jezero je 90 km dlouhé a 22 km široké v nejširším místě. Má rozlohu 700 km².
Jezero Bardawil je od Středozemního moře odděleno úzkou písečnou šíjí. Je chráněno podle Ramsarské úmluvy.